# 明治大学内海・島岡ボールパーク
明治大学内海・島岡ボールパーク（めいじだいがくうつみ・しまおかボールパーク、英: Meiji University Utsumi-Shimaoka Ballpark）は、日本の東京都府中市に所在する、明治大学所有のスポーツ複合施設である。東京六大学野球連盟に所属する明治大学硬式野球部の練習施設として使用されている。国際大会などの公式戦会場としても使用され、明大球場とも呼称される。

## 概要
明治大学硬式野球部の本拠地は、柏木（東中野）→駒沢→和泉→調布と移転を重ねたが、45年間に亘って使用してきた「島岡球場」（東京都調布市。元監督の島岡吉郎が開設に奔走したことによりついた通称）の老朽化に伴い、東京都府中市の三井不動産所有の旧グラウンドの譲渡を受け、同地に2006年に開設された。
全体の敷地面積は2万5千坪（東京ドームの1.8倍）。全面人工芝の第一球場と天然芝の第二球場、室内練習場、室内投球練習場、合宿所などを完備するほか、日本庭園や多目的グラウンドなどを配置。メイン球場にはLEDスコアボードを配するなど、アマチュアチームのホームグラウンドとしては全国屈指の施設とされる。第二球場は主に明治大学付属明治高等学校・中学校野球部のホームグラウンドとして使用される。球場名には初代部長内海弘蔵と島岡の名を冠した。合宿所名は島岡寮。
世界大学野球選手権大会などの国際大会の公式戦試合会場として使用される他、2007年からは全国高等学校野球選手権東東京大会の試合会場として使用されている（2021年は除く）。また2009年のみ西東京大会でも使用された。

## 使用チーム・開催試合
- 第一球場
使用チーム：明治大学硬式野球部
定例開催される大会：全国高等学校野球選手権東東京大会
- 第二球場
使用チーム：明治大学付属明治高等学校・中学校野球部

## 施設
東京都府中市若松町5丁目6-1　内海・島岡ボールパーク
- 敷地面積：2万5千坪（約7万5000m2）
- 第一球場：センター125ｍ、両翼100ｍ、全面人工芝
規格：センター125ｍ、両翼100ｍ
舗装：人工芝（外野）、混合土（内野）
施設：ブルペン（1塁側5人投、3塁側3人投）
スコアボード：LED方式

- 第一球場スタンド	
延床面積：680m2
構造：鉄筋コンクリート造＋鉄骨造
階数：地上2階
客席：222席

- 第二球場　※明治高校硬式野球部・明治中学野球部と準硬式野球部が使用
規格：センター105ｍ、両翼90ｍ
舗装：天然芝（外野）、混合土（内野）
施設：ブルペン（1塁側3人投、3塁側2人投）
スコアボード
外野部分天然芝

- 室内練習場
延床面積：4,596m2
構造：鉄筋コンクリート造＋鉄骨造
階数：地下1階、地上3階
その他：トレーニングルーム（282m2）

- 投球練習場
延床面積：450m2
構造：鉄骨造
階数：地上1階

- 合宿所
延床面積：3373m2
構造：鉄骨造
階数：地上2階
寮室：64室

- 第二球場更衣棟	
延床面積：192m2
構造：鉄筋コンクリート造
階数：地上1階

- 日本庭園
- 多目的グラウンド×1面（クレーコート）

## 調布の島岡球場でロケが行われたメディア作品
- 続・社長繁盛記（1968年、映画）
- 空想天国（1968年、映画）
- 青春の蹉跌（1974年、映画）
- 男たちの旅路（1977年 - 1979年、NHK・ドラマ）
- スクールウォーズ（1984年、TBS・ドラマ）
- セーラー服反逆同盟（1986年、日本テレビ・ドラマ）
- アリエスの乙女たち（1987年、フジテレビ・ドラマ）

## アクセス
- 京王線「東府中駅」下車　北口より徒歩25分もしくはバス武蔵小金井駅南口行き「若松4丁目」下車　徒歩10分
- 京王線「多磨霊園駅」下車　北口より徒歩25分
- JR中央線「武蔵小金井駅」下車　南口よりバス東府中駅行き「若松4丁目」下車　徒歩5分
- 西武多摩川線「多磨駅」下車　徒歩20分